# هربرت اسکویت (شاعر)
هربرت اسکویت (انگلیسی: Herbert Asquith؛ ۱۱ مارس ۱۸۸۱ – ۵ اوت ۱۹۴۷) یک شاعر، رمان‌نویس و وکیل اهل بریتانیا بود. وی فرزند هربرت هنری اسکویت بود.